# Ca la Pruna (Pals)
Ca la Pruna es un edificio fortificado del siglo XVI, situado extramuros al inicio del casco antiguo de Pals (Bajo Ampurdán), e incluido en el Inventario del Patrimonio Arquitectónico de Cataluña.

## Descripción
El edificio, situado en la parte meridional de Pals, entre las calles de Paul Companyó y de la Creu, está construido encima de una base rocosa, adaptado al desnivel del terreno. Tiene la planta irregular y la fachada principal orientada a mediodía. Consta de planta baja, dos pisos y cubierta de teja. En los extremos sudoeste y sudeste se observan dos torres, ambas de base cuadrada, y sillares regulares en los ángulos. La fachada principal presenta una puerta de acceso de arco de medio punto, con grandes dovelas de piedra, aberturas en general adinteladas y una galería superior, en el segundo piso, con pilares de granito que sostienen un entablamento de madera. La ventana central es de arco lobulado con decoración escultórica. Las dos fachadas laterales, sudoeste y noroeste, forman un ángulo obtuso y conservan, como elementos más interesantes, ventanas góticas de dimensiones reducidas y dos garitas cilíndricas en los ángulos, de base decreciente. Hay dos fachadas orientadas al este, la más remarcable es la orientada al sudeste, que presenta tres contrafuertes y varias aberturas de tipología diferente, que en conjunto responden a modificaciones realizadas anteriormente.

## Historia
"Ca la Pruna" es la denominación actual de la masía Illa, uno de los edificios más importantes en la historia medieval y moderna de Pals. Fue, en su origen, un casal situado extramuros del casco antiguo de Pals. Los miembros de la familia Illa aparecen documentados a principios del siglo XV, vinculados al cultivo y a la comercialización de cereales, principalmente el arroz. De hecho, inventarios antiguos revelan la existencia de un molino arrocero en la planta baja de la masía. El edificio fue quemado durante la primera guerra carlina (1833) y sensiblemente alterado por las restauraciones de la década de 1970. A pesar de todo, todavía son visibles restos de muros bajomedievales y diferentes ampliaciones de los siglos XVI-XVIII.

## Museo Casa Cultura Ca la Pruna
Cuando el edificio fue adquirido por el Ayuntamiento de Pals, se constituyó el Museo Casa Cultura Ca la Pruna, un centro cultural donde se organizan varias actividades. Actualmente ofrece la exposición permanente Viure a pagès (Vivir en el campo), donde se muestra una selección de las piezas rurales cedidas por el matrimonio Josep M. Fàbrega y Mercè Auguet. Ambos tenían una gran sensibilidad para recuperar y dar a conocer el mundo agrario y, por este motivo reunieron una colección de más de quinientos objetos que fueron cedidos al Ayuntamiento de Pals en 2015. La exposición contiene una gran variedad de herramientas de labranza, medidas y pesos, que explican el uso que se le daba a los animales, los aposentos de una masía catalana, etc.